# Passerella
A Passerella a madarak osztályának verébalakúak (Passeriformes) rendjébe és a Passerellidae családjába tartozó nem.

## Rendszerezés
A nembe az alábbi 2 faj tartozik:
- verébsármány (Passerella arborea vagy Spizella arborea)
- rókasármány (Passerella iliaca)